# Alcedo (vulkaan)
Alcedo is een van de zes schildvulkanen die deel uitmaken van het eiland Isabela in de Galapagoseilanden. Door de afgelegen ligging werd de laatste uitbarsting, in 1993, pas twee jaar later ontdekt. Alcedo is de enige vulkaan in de Galapagoseilanden waar tijdens de uitbarsting ryoliet en basalt vrijkwam.